# 若松幸司
若松 幸司（わかまつ こうじ、1970年12月25日 - ）は、香川県出身の元アマチュア野球選手である。ポジションは投手。

## 来歴・人物
丸亀高校では2年秋に県大会準優勝で四国大会へ進んだ。高校卒業後の1988年に慶應義塾大学に入学し野球部入部。1989年、東京六大学野球秋季リーグの東大2回戦でノーヒット・ノーランを達成した。日米大学野球選手権大会の1990年（第19回大会）、1991年（第20回大会）の全日本メンバーにも選ばれた。同期小桧山雅仁と左右の両輪として同期大久保秀昭とバッテリーを組み、1学年下の印出順彦らの打撃陣を擁して、1991年の4年次のリーグ戦を春秋連覇。続く春の第40回全日本大学野球選手権大会、秋の明治神宮大会に出場。全日本大学選手権では初戦2回戦で2年渡辺秀一投手擁する神奈川大に1-2で惜敗。神宮大会では初戦2回戦で広島経済大戦に若松が投げてノーヒットノーランを達成するが、準決勝で愛知学院大に3-5で敗退した。
大学卒業後、社会人野球の川崎製鉄千葉に入部した。第64回都市対抗野球大会では大久保のいる日本石油を相手に登板している。